# From Da Dope Game 2 Da Rap Game
From Da Dope Game 2 Da Rap Game – pierwszy niezależny album amerykańskiego rapera Yo Gottiego.

## Lista utworów
1. "Intro" — 0:28
2. "Wildin'" — 3:32
3. "Violated" — 3:50
4. "Rebellious Nigga" — 4:53
5. "Rev. Grip" — 0:36
6. "Have You Heard About 'Em" — 3:55
7. "Criticize" — 3:12
8. "After I Fuck" — 4:25
9. "Snakes" — 1:50
10. "Mack Maine Supreme" — 1:24
11. "South Side, West Side" — 4:14
12. "Don't Play No Games" — 5:38
13. "Police in Thug Clothin'" — 4:57
14. "Just Cuz I'm a Young Nigga" — 4:31
15. "I Got Love" — 3:19
16. "Gucci Down" — 3:50
17. "Bet U Can't Do What We Do" — 3:56